# クライスラー・インペリアル
インペリアル (IMPERIAL)は、クライスラー（現：ステランティス・ノースアメリカ）が製造・販売していた自動車である。

## 概要
1955年から1975年にかけて、及び1981年から83年にかけてはクライスラー・ブランドから独立した別ブランド・「インペリアル」として扱われた。1993年限りで消滅したが、リーマン・ショック前の時点では、デトロイトオートショーに「インペリアル」という名称のコンセプトカーが出品されるなど、当時のクライスラー社によってブランド・車名の復活が検討されていた。